# 1,3-シクロヘキサンジオン
1,3-シクロヘキサンジオン（1,3-Cyclohexanedione）は、化学式C6H8O2で表される有機化合物。シクロヘキサンジオンの構造異性体の一つで、シクロヘキサンの1位と3位にケト基を有する。

## 合成
レゾルシノールを希アルカリで処理し、ラネーニッケル触媒で還元させることにより得られる。

## 反応
エノール化し、これにより生じるヒドロキシ基は一塩基酸として硝酸銀(I)を還元するが、フェーリング反応は示さない。

## 用途
除草剤のスルコトリオンやメソトリオンの中間体となる